# أزيدامفينيكول
أزيدامفينيكول (بالإنجليزية: Azidamfenicol)‏

## الزمرة
- مضادات الجراثيم.
- مضاد حيوي من زمرة الأمفينيكول.

## الخواص
يتم استخدامه موضعيا فقط، وقطرات عينية ومرهم لعلاج الالتهابات البكتيرية.